# لجنة حكماء إفريقيا
لجنة حكماء أفريقيا هي هيئة استشارية للاتحاد الأفريقي، وتتألف من خمسة أعضاء معينين لمدة ثلاثة سنوات. دوها هو تقديم المشورة إلى مجلس السلم والأمن بشأن المسائل ذات الصلة لمنع الصراعات وإدارتها وحلها. ويتم اختيار الأعضاء من الشمال والشرق والجنوب والغرب، والمناطق الوسطى من القارة.
أنشئت أول لجنة حكماء في ديسمبر 2007، بتفويض ينتهي في عام 2010. وقررت الجمعية العامة لرؤساء الدول والحكومات المنعقدة في كمبالا في عام 2010 توسيع تركيبة اللجنة، من خلال إنشاء مجموعة «أصدقاء لجنة الحكماء» يعينون على نفس أساس لوحة (ممثل واحد لكل إقليم فرعي من أفريقيا).

## أعضاء الفترة 2007-2010
الأعضاء الأوائل والذين عينوا سنة 2007 هم:
| المنطقة | العضو               | البلد              | التقديم                                         | الدور في اللجنة |
| ------- | ------------------- | ------------------ | ----------------------------------------------- | --------------- |
| الشمال  | أحمد بن بلة         | الجزائر            | رئيس سابق للجزائر                               | عضو (الرئيس)    |
| الغرب   | Elisabeth K. Pognon | بنين               | رئيس المحكمة الدستورية في البنين                | عضو             |
| الشرق   | سليم أحمد سليم      | تنزانيا            | الأمين العام السابق لمنظمة الوحدة الأفريقية     | عضو             |
| الوسط   | Miguel Trovoada     | ساو توميه وبرينسيب | الرئيس السابق لساو تومي وبرينسيبي               | عضو             |
| الجنوب  | Brigalia Bam        | جنوب أفريقيا       | رئيس اللجنة الانتخابية المستقلة في جنوب أفريقيا | عضو             |

## الأعضاء الحاليين والأصدقاء
الأعضاء الحاليين والأصدقاء في العهدة من 2010 إلى 2013 هم:
| المنطقة | العضو                  | البلد                       | التقديم                                         | الدور في اللجنة                      |
| ------- | ---------------------- | --------------------------- | ----------------------------------------------- | ------------------------------------ |
| الشمال  | أحمد بن بلة            | الجزائر                     | رئيس سابق للجزائر                               | عضو (الرئيس العهدة الثانية والأخيرة) |
| الغرب   | Mary Chinery-Hesse     | غانا                        |                                                 | عضو (العهدة الأولى)                  |
| الشرق   | سليم أحمد سليم         | تنزانيا                     | الأمين العام السابق لمنظمة الوحدة الأفريقية     | عضو (العهدة الثانية والأخيرة)        |
| الوسط   | Marie-Madeleine Kalala | جمهورية الكونغو الديمقراطية |                                                 | عضو (العهدة الأولى)                  |
| الجنوب  | كينيث كاوندا           | زامبيا                      | رئيس زامبيا                                     | عضو (العهدة الأولى)                  |
| الشمال  | TBA                    |                             |                                                 | الأصدقاء                             |
| الغرب   | Elisabeth K. Pognon    | بنين                        | رئيس المحكمة الدستورية في البنين                | صديق (العهدة الثانية والأخيرة)       |
| الشرق   | TBA                    |                             |                                                 | الأصدقاء                             |
| الوسط   | Miguel Trovoada        | ساو توميه وبرينسيب          | الرئيس السابق لساو تومي وبرينسيبي               | صديق (العهدة الثانية والأخيرة)       |
| الجنوب  | Brigalia Bam           | جنوب أفريقيا                | رئيس اللجنة الانتخابية المستقلة في جنوب أفريقيا | صديق (العهدة الثانية والأخيرة)       |

## وصلات
- الاتحاد الأفريقي الموقع الرسمي